# Super special summer
「super special summer」（スパー スペシャル サマー）は、日本のヴィジュアル系ロックバンド、jealkbのメジャー7thシングル。2010年6月30日発売。発売元はjkb records/R and C Ltd.。

## 概要
5人編成になってから初のシングル。前回同様、非自作曲作品。

## 収録曲
1. super special summer（スパー スペシャル サマー）
  - 作詞:haderu / 作曲:南田健吾 / 編曲:jealkb ＆Shogo Ohnishi

日本テレビ系「ショーバト!」エンディング・テーマ。
2. NOISE（ノイズ）
  - 作詞:haderu / 作曲:elsa
3. super special summer（instrumental）（スパー スペシャル サマー・インストゥルメンタル）